# Zalluhan
Zalluhan o Zalluhān fou un petit regne amorrita de la zona del Khabur, vassall de Mari. Zalluhān designa tant un país com una població. El territori estava situat a la vall de l'alt Khabur i la vila era propera al riu probablement entre el Wadi Zerkan i el Wadi Djirjib. Va existir entre poc després del 2000 aC i vers el 1700 aC.

## Geografia

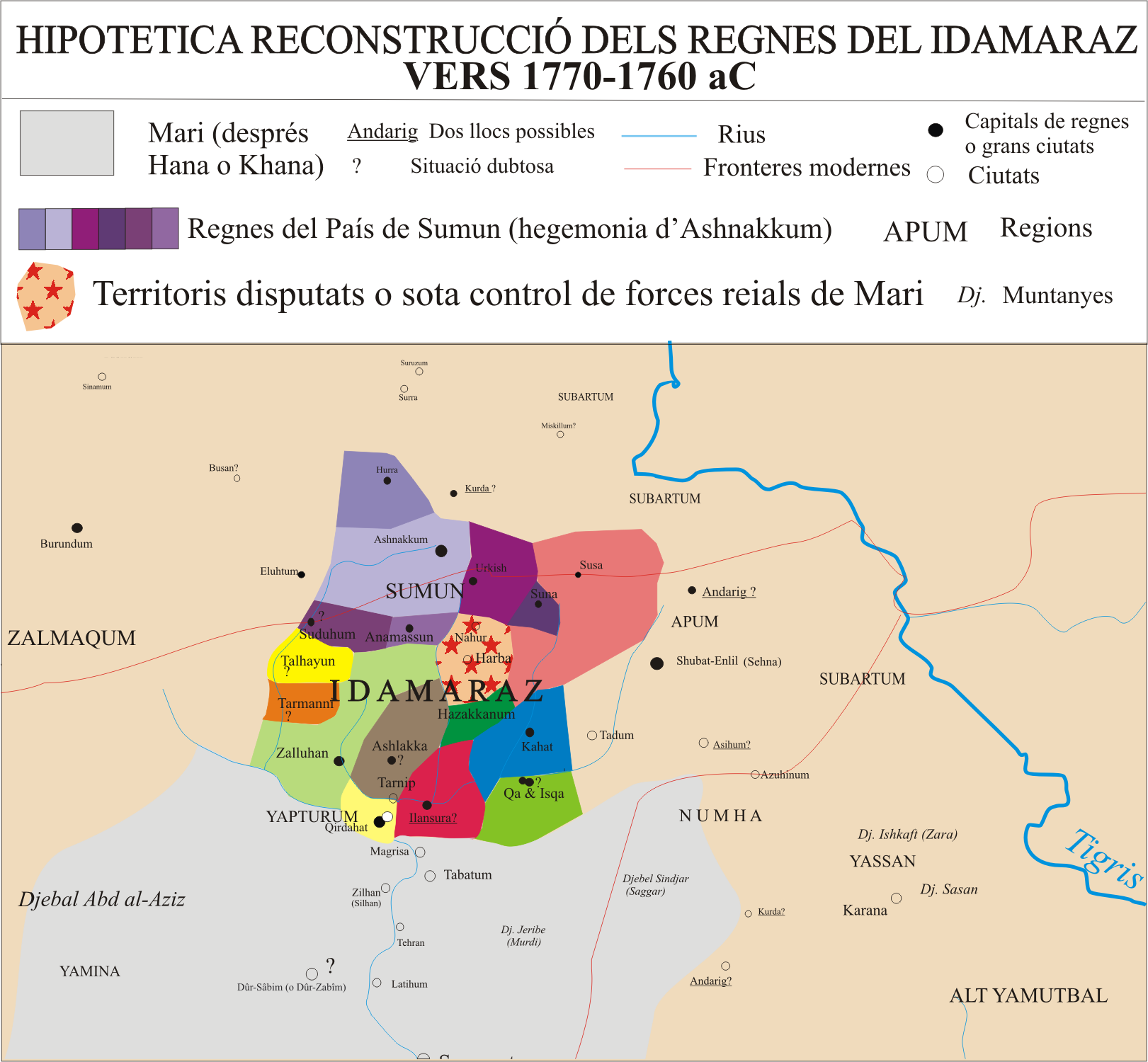
Ildamaraz vers 1770-1760 aC

El territori estava a l'extrem de l'anomenat Ida-Maraṣ (la regió de l'alt Khabur) a l'oest del qual s'acabava aquesta regió. Limitava al sud amb el país del Yapṭur(um) el qual estava dividit en dues parts per un riu i al seu torn feia frontera amb el país de Zalmaqum al nord-oest.
Per una carta se sap que la vila de Zalluhan era no gaire llunyana de la de Tarnip situada en la vall del Khabur; aquesta ciutat havia estat la capital del regne de Mari vers el 1800 aC, sota el rei Yakhdun-Lim però estava en franca decadència, sent un bastió de la ciutat d'Ašnakkum (capital del país de Sumun que incloïa també les ciutats semiautònomes de Urgish, Sinah, Hurra i Suduhum) que estava amenaçada pels beduïns bensimalites, i aquesta ruta l'havia seguit el propi rei Zimrilin (rei vers 1775 a 1761 aC) per anar a Yamhad (Àlep)i en aquesta ocasió, guiat pel bensimalita Yasmah-Addu, va estar a Qirdahat o Qardahat (al Khabur) on es va reunir amb els reis de l'Ida-Maraṣ i en un altre moment el rei va estar a Zalluhan on se li van reunir quatre reis de Zalmaqum.
Ašlakkā era un regne destacat de l'Ida-Maraṣ i el rei en temps de Zimrilin era Ibâl-Addu el qual dona un relat d'un desplaçament en el qual aporta detalls sobre Zalluhan i sobre la vila de Manhatum.
Una carta d'Itūr-Asdu ens fa saber que entre Ašnakkum (que podria ser Tell Chagar Bazar) i Zalluhān, se situava Anamaššum, un altre petit regne segurament sota influència dels reis d'Ašnakkum. Zalluhān tocava al país de Sūmum (capital Ašnakkum) però no li estava sotmès. Se sap que els habitants del Yapṭur(um) eren hostils a Zalluhān, i se sap que van fer una incursió contra aquests que va anar dirigida de fet contra el Sūmum, el que fa pensar que en algun moment Zalluhan va estar sotmès a aquest regne. Zallahun estaria al sud-oest del país de Sūmum/Ašnakkum.
Els historiadors no estan d'acord en si el regne estava situat a la dreta o l'esquerra del Khabur però si estava a la dreta, el regne posseïa territoris també a l'esquerra, ja que el rei Zakura-abum reclamava la vila d'Harbā ocupada pel rei de Susā, capital de situació incerta però segurament al sud del regne d'Ašnakkum. El seu successor en el tron, Hatnammuru, es queixava de que la vila de Harbē (Harbā) havia estat ocupada pel cap militar Samsī-Erah que com sabem operava a la zona de Šur'um; això implica una ocupació de Yapṭur(um) en un territori reclamat per Zalluhān que tenia dificultats per mantenir-lo. Podria també ser que Ibâl-Addu, el rei d'Ašlakkā, que es va revoltar contra Mari, l'hagués ocupat temporalment doncs la població és esmentada en una llista de ciutats del regne d'Ašlakkā que apareix als arxius de Mari, redactada després de la caiguda d'Ibâl-Addu. Harbā és esmentada al costat de Kalbiya, una altra vila; pels documents existents el més probable és que la ciutat d'Ašlakkā sigui Kiziltepe, mentre que les poblacions d'Admatum i Kalbiya es devien trobar al llarg del riu Sârum que podria ser el Wadi Zerkan i, per tant, formarien l'extensió al sud d'Ašlakkā; Harbē (que es tradueix per «Ruïna» podria estar també propera al wadi Zerkan en un punt de trobada dels territoris de Zalluhān, Susā, el Yapṭur(um) i Ašlakkā.

## Estructura interior
El regne de Zalluhān estava centrat en la ciutat del mateix nom i dominava una xarxa de viles menors (kaprātum o be el terme genèric ālum) que servien en cas de crisis com a protecció de la població de la capital que s'hi refugiava amb el seu gra i el seu bestiar. No se sap gran cosa de Zalluhan però hi ha una altra ciutat de l'Ida-Maraṣ, Šuduhum, on consta que la majoria de la població vivia en aquestes viles i no a la capital on hi havia la residència reial i els serveis administratius (i probablement militars). A Zalluhan hi havia algunes residències particulars, com per exemple la residència de la vídua de Zakura-abum, la princesa Inib-šarri, que havia estat expulsada de palau pel nou rei Hanatmmuru. D'aquestes viles menors consta el nom de dues: Aznibat i Manhatum; també s'esmenta Harbā, que sembla un lloc a la frontera, i que fou un lloc disputat.
La població del regne s'anomenava generalment umšarhum, però no és clar que la totalitat dels habitants fossin umšarhum. Zakura-abum esmenta "els seus umšarhum" que semblaria indicar "súbdits" però els historiadors tradueixen com a "servents" o com a "natius". S'esmenten dues vegades, una d'elles en ocasió d'un decret reial emès pel rei de Mari (andurārum) a causa de l'emigració de molts habitants amenaçats pels creditors, buscant un altre lloc amb millors condicions de vida; el "haBirūtum" de que parla el decret, es refereix a una emigració voluntària potser amb un rerefons polític. L' andurārum havia d permetre la restauració de la seva posició localment, però no va aconseguir fer-los tornar des de Susā, al nord-est de Zalluhān, on les autoritats locals els retenien (de grau o per força). En una altra carta els umšarhum són associats al visir de Zalluhān i sospitosos d'haver conspirat contra el rei donant suport al rival de Zakura-abum, Hatnammuru; aquest complot fou avortat i només el visir fou finalment condemnat però del text queda clar que la gent de Zalluhān foren considerats còmplices tot i que Zakura-abum va actuar amb intel·ligència i va eliminar només al cap dels colpistes, aïllant-lo dels altres conspiradors; una carta conﬁrma que diverses viles menors, com Aznibat, havien donat suport al visir.
Als arxius de Mari apareix la primera menció de la categoria social dels umšarhum, el nom de la qual s'hauria agafar de la llengua hurrita. Hi ha discussions sobre el significat; s'ha proposat "esclau domèstic" (o servent) però no seria adequat al context amorita; tampoc la traducció "nadiu" (subjecte indígena) s'ajusta prou be. Els umšarhum esmentats als arxius de Mari apareixen tots al Triangle del Khabur encara que es podien desplaçar a qualsevol lloc, com consta d'una carta de Yasmah-Addu demanant al seu pare Samsī-Addu (Xamxi-Adad I) la concessió d'umšarhū i una tropa suplementaria, que el seu pare li va refusar convidant-lo a utilitzar els desplaçats (nasīhum). Els umšarhum esmentats per Yasmah-Addu serien segurament habitants de la regió de Šubat-Enlil on residia el gran rei. Umšarhum podria designar a la població rural sedentària de la zona de l'alt Khabur (on la presència hurrita venia d'antic) i es podria comparar a pabanhum (muntanyès = pabanhu). Tot i l'origen hurrita del nom no eren necessàriament hurrites o d'origen hurrita, però representarien un substrat local que els distingia de les poblacions beduïnes que havien emigrat a la zona posteriorment, menys arrelades i menys expertes en cultius agrícoles. S'ha proposat traduir umšarhum com «habitants de la plana» en oposició a muntanyesos (pabanhu) considerant que eren gent vinculada a la terra i majoritaris a Zalluhān, dependents d'un senyor (en aquest cas el rei).
Documents dels arxius de Mari demostren que els habitants de Zalluhān, o sigui bàsicament de les viles veïnes a la capital, no eren servils ni passius i van utilitzar diferents formes de rebel·lió davant les dificultats econòmiques. Els potentats locals, encara que tenien sovint el títol de rei i eren consagrats pels déus regionals, havien de basar el seu poder en el poble doncs el seu poder efectiu estava limitat per les institucions (principalment pel Consell d'Ancians); el rei Zakura-abum va renunciar fins i tot a aplicar la pena de mort, que era un dret de la reialesa, deixant la iniciativa de les execucions en mans de l'assemblea del poble
D'una carta resulta que Zakura-abum no va poder impedir la sortida de part dels seus súbdits davant la fam causada per les males collites i les plagues; molts van marxar al Yapṭur(um) i al Zalmaqum. El fet que molts anessin a Zalmaqum va provocar l'hostilitat del Yapṭur(um). El rei va afrontar aleshores no només una crisis de gra i de manca de subjectes, sinó que es va trobar gairebé en guerra amb el seu veí regne del Yapṭur(um). Una part de la població de Zalluhan va començar a donar suport al pretendent rival del rei, i el mateix visir estava al front de la conspiració. El rei va poder avortar el complot eliminant al visir i va poder evitar un atac de Susā, iniciant aleshores un procés de restabliment de la seva autoritat amb diverses mesures apaivagadores i obligant als habitants a jurar-li fidelitat davant els déus, especialment el deu de Mari, Itūr-Mēr; també hauria intentat desacreditar al seu rival Hanatmmuru davant la població, cosa que no va tenir èxit doncs aquest, a la seva mort, va poder ocupar el tron mercès a les simpaties de que gaudia al territori. En tot cas Zakura-abum esmenta en una carta que els seus súbdits l'estimen i al mateix temps alertant al rei de Mari sobre la seva posició difícil i remarcant la seva legitimitat.

## Història
Zalluhān fou fundat pels amorites a l'inici del segon mil·lenni quan viles i poblets van proliferar al anomenat Triangle del Khabur, però el nom del regne no s'esmenta en documents fins al regnat de l'amorita Samsī-Addu (Xamxi-Adad I, rei de l'Alta Mesopotàmia amb capital a Shubat-Enlil), apareixent per darrera vegada als arxius de Šubat-Enlil, poc abans de la destructora campanya babilònia de Samsuiluna (el successor d'Hammurabi) a la conca del Khabur.
S'esmenta el regne per primer cop en el context d'una campanya militar d'Išme-Dagan (o Ixme-Dagan I), quan es va lliurar a la zona una gran batalla entre Išme-Dagan i un exèrcit local de milers d'homes dirigits per Mutusqā i Habilim que s'hauria revoltat junt amb Habilim de Zalluhan en contra de Xamxi-Adad I (Samsī-Addu), que foren capturats durant el combat; després d'això el príncep victoriós va abandonar Zalluhān i es va dirigir a Malhatum.
Probablement aleshores fou instal·lat a Zalluhan un governant depenent directament del regne de l'Alta Mesopotàmia, que tenia de nom Sūmu-hadu. La situació política de Zalluhan a la pujada al tron de Zimrī-Lîm no està documentada però se sap que durant la guerra de Mari contra Ešnunna (Eshnunna), un exèrcit de Mari va passar per Zalluhan on va fer una parada; aquest exèrcit estava dirigit per Yasīm-Dagan i per l'endeví Asqudum. Després de la guerra ja apareix al tron de Zalluhan el rei Zakura-abum mentre que d'(H)abilim no se'n tenen més notícies i el seus fills (entre els quals Hatnammuru) vivien exiliats a Mati i Ašlakkā.

### Regnat de Zakura-abum i Hatnammuru
En temps de Zimrilin de Mari es disputaven el poder a Zalluhan dos clans: el d'Habilim fou substituït pels seus rivals que van portar al poder a Zakura-abum. El petit regne de Zalluhan podia estar sota influència a vegades d'Ašnakkum però això era una qüestió menor; pels reis suprems de Mari, el territori de Zalluhān era part del país de l'Ida-Maraṣ, del qual també formava part el país de Sūmum (capital Ašnakkum) i, per tant, quan el rei suprem cridava als reis de la regió per alguna expedició militar, hi havien d'anar tots. Zakura-abum sembla un cap beduí bensimalita d'una certa edat, ja havia estat casat i anteriorment havia exercit les funcions de cap de pastures (mer'ûm), el títol més alt entre els bensimalites després del de rei de Mari. Just pujar al poder es va casar de seɡones amb una de les filles de Zimrilim, Inib-šarri, que vivia al harem del palau de Mari on era devota de la deessa Bēlet-ekallim. No haurien tingut fills però Zakura-abum ja tenia un fill d'un primer matrimoni.
Sabem que la reina va fer alguna visita a Mari. Una d'elles fou anunciada pel mateix rei Zakura-abum; una vegada que el rei de Mari va visitar la regió de l'alt Khabur la seva filla i eina de Zalluhan li va regalar un pot de mel; també consta el nom de la reina en l'ofrena d'un bou probablement per la festa d'Eštar a Mari, a la que la reina es va desplaçar; als documents figura amb el mateix rang que altres reis veïns de Zalluhan o d'Ašlakkā, que també van oferir una ofrena similar a Zimrilim; consta també que 9 gerres de mel ofertes per la reina van servir per la preparació de vi; aquestes ofrenes o regals diplomàtics eren anomenats administrativament šūrubtum. Els historiadors especialistes creuen que Inib-šarri havia guanyat autonomia en la seva condició de reina de Zalluhan i disposava d'un servent domèstic valuós al seu servei personal. Des del començament els deposats prínceps del clan d'Habilim li van posar problemes, que es van augmentar amb males collites i plagues i l'emigració dels pagesos. Hanatmmuru i el seu germà es van acabar exiliant a Ašlakkā, amb el rei Ibâl-Addu, un rei amb un rol polític regional que feia sentir el seu poder en aquesta època. El rei Ibâl-Addu explica en una de les seves cartes, la forta tensió diplomàtica entre Zalluhan i Ašlakkā.
Vers la fi de l'any sisè de Zimrilim (1768 aC), mentre Inib-šarri era de visita a Mari, Zakura-abum es va posar malalt i al tornar va trobar greu al seu marit, assistint-lo en els seus darrers moments. Quan va morir va escriure un correu a Mari anunciant el decés.
El rei Zakura-abum sabem que va cridar a les autoritats de l'Ida-Maraṣ (especialment Haya-Sūmu, rei d'Ilān-ṣūrā) per resoldre conflictes que l'afectaven. Aquesta dependència regional "idamarasena" el rei Zakura-abum la va contestar i va escriure al rei de Mari que va replicar: «Zalluhān ja no és fill de l'Ida-Maraṣ, sinó ﬁll de Sim'al» (Sim'al era una confederació tribal). Paral·lelament a la decadència de les ciutats de la riba de l'alt Khabur es va produir una pressió dels bensimalites sobre l'Ida-Maraṣ (nominalment es traduiria com "País al costat de la Muntanya") sobretot contra els regnes meridionals de Qā i Isqā; també en aquest temps es va donar la pèrdua de l'estatus de vila reial per part de Qirdahat; vers el final del regnat de Zakura-abum els bensimalites van expulsar de Tarnip al rei d'Ašnakkum. També consta pressió sobre el país del Yapṭur(um). Es creu que Zakura-abum va pujar al poder amb el suport dels bensimalites i va orientar la seva política a favor d'aquests però mantenint estrets vincles amb Mari. Se sap que el rei va imposar a una de les viles que formaven part del seu regne el jurament de fidelitat a Itūr-Mēr, el déu poliad de Mari (déu protector de la ciutat de Mari) i que després de la seva mort, els habitants del regne encara es reclamaven lleials a Zimrilim, si bé no sabem si això era sincer o una necessitat política. A la mort de Zakura-abum, Zalluhan va tornar a formar part de l'Ida-Maraṣ tal com volia l'antiga família regnant que va recuperar el poder.
Zakura-abum, pel seu parentiu amb els reis de Mari, es pot considerar el rei més notable de Zallahun, tot i que va governar poc temps, sobre poc territori i no se li coneixen fets destacats. Per les cartes trobades als arxius de Mari sabem que l'esposa de Zakura-abum s'anomenava Inib-šarri i era filla de Zimrilim de Mari.
A la mort de Zakura-abum, el seu hereu fou eliminat per un membre del clan d'Habilim que vivia exiliat, que tenia per nom Hatnammuru. Probablement Hatnammuru va tenir alɡun suport d'Ašnakkum, ja que el seu exili fou per un temps el país de Sūmum, la capital del qual era Ašnakkum. Hatnammuru hauria obtingut també el suport del rei de Susā, Ibâl-Addu, que era son cunyat, el qual no obstant no els va rebre a la seva capital sinó que els mantenia a la seva frontera oriental molt probablement perquè la presència de Hatnammuru era políticament compromesa en front de Zakura-abum, que era gendre de Zimrilim de Mari, però s'especula tanmateix que el rei de Susā volia obtenir alguna compensació pel seu suport a Hatnammuru, especialment si aquest arribava a recuperar el poder (com efectivament va passar). En tot cas Hatnammuru i els seus germans no eren considerats enemics per Mari; si bé Zimrilim havia permès la eliminació del poder del clan d'Habilim i havia fet aliança matrimonial amb Zakura-abum, les relacions es van mantenir i probablement Hatnammuru va ser acollit per un temps a la cort de Mari segons la interpretació d'una carta dels arxius. Es interessant veure el joc de poder en que Mari estaria jugant amb la rivalitat entre els dos clans per assegurar el seu propi poder.
En aquest temps s'esmenten als arxius de Mari els reis de diversos llocs propers: Sammētar (Ašnakkum), Šūb-rām (Susā), Tamarzi (Tarmanni o Tarmanni(we)), Ila-Eštar (Šunā), Hammī-kūn (Šuduhum), Yaphur-Lîm (no indicat), Lîmī-Addu (Anamaššum), Zakura-abī (Zalluhān), Kabiya (Kahat) i altres. Segons aquests documents, Zakura-abum fou contemporani d'Itūr-Asdu, aleshores governador general. Aquesta llista de reis dependents és similar a la feta per Ibâl-pi-El en una carta, on esmenta els aliats enviats a la regió al sud de Sinjar o Sindjar: Haya-Sūmu (Ilān-ṣūrā), Sammētar (Ašnakkum), Šūb-rām (Susā), Ibâl-Addu (Ašlakkā), Tamarzi (Tarmanni), Hammī-kūn (Šuduhum), Yamud-Lîm, Lîmī-Addu (Anamaššum) i Zakura-abum (Zalluhān); aquesta mateixa carta esmenta a Hammī-ēpuh, rei de Talhayûm, que sabem que fou enderrocat vers la meitat del regnat de Zimrī-Lîm.
De Zakura-abum es coneixen fins a cinc cartes o tabletes, tres parlen de la crisis amb Šūb-rām de Susā, del cop d'estat i de la revolta dels "umšarhum". Una altra parla de la pèrdua de collites per una plaga de llagosta i també de la crisis amb el país del Yapṭurum; i la darrera esmenta l'enviament d'una força expedicionària a Mari, fent esment de la reina Inib-šarri; les cartes representen al menys tres moments diferents del regnat de Zakura-abum, que fou relativament curt (no més de cinc anys). Zakura-abum hauria regnat doncs des del quart any del regnat de Zimrilim (1771 aC) fins al setè o vuitè (1768 o 1767 aC), o sigui un màxim de 5 anys.
Just després de morir, la gent del país, el que inclouria també càrrecs de palau, es van revoltar, van descartar com a successor al seu fill i hereu, van cridar a Hatnammuru que fou proclamat rei. Els reis de l'Ida-Maraṣ, dirigits per Sammêtar d'Ašnakkum, es van reunir a la vora d'Anamaššum per obstaculitzar la revolta (al menys fins que Hatnammuru va tenir el control). Ibâl-Addu d'Ašlakkā que donava suport a Hatnammuru (exiliat allí), descriu en una carta la reacció dels habitants de les viles de Zalluhān (kaprātum) que s'havien dirigit a la capital on encara no hi havia rei, però es parlava de política; hi havia el temor de que el rei Sammêtar que havia entrat al regne, el volgués dominar, però la gent s'oposava a sotmetre's à Ašnakkum i aclamava a Zimrī-Lîm de Mari. També fou rebutjat l'arbitratge de Sammêtar, en relació al qual Zakura-abum no tenia particular hostilitat (al menys no en tenia més que amb altres regnes veïns); es sospitava que Sammêtar volia aprofitar els esdeveniments per lligar Zalluhān al seu regne de Sūmum. Tot i les protestes de lleialtat a Zimrilim, la família del rei difunt (de tradicional lleialtat a Mari) fou expulsada incloent la reina Inib-šarri (filla de Zimrilim). Zimrilim va mostrar la seva neutralitat al intuir que les noves autoritats tenien el suport popular. Finalment Hatnammuru va ser cridat per l'assemblea del poble o pel consell d'ancians i va esdevenir rei de Zalluhān. Hatnammuru va reconèixer ràpidament la autoritat de Mari; en una carta la reina Inib-šarri esmenta conjuntament Sammêtar (rei d'Ašnakkum) i Hatnammuru, que eren aliats, sense rebutjar la legitimat de cap dels dos, el que indicaria que s'havia resignat segurament pel ampli suport popular d'Hatnammuru.
Hatnammuru fou rei de Zalluhan fins al menys la mort de Zimrilin (Zimrī-Lîm). En el seu regnat va seguir com a vassall de Mari però les relacions foren distants.
La reina Inib-šarri, que portava un període de dol començat feia 15 dies, fou sorpresa per la revolució que va acabar portant al tron a Hatnammuru, que havia estat refugiat a Mari i després a Ašlakkā i à Susā (regne que limitava amb el de Zalluhan). El nou rei la va expulsar de palau on exercia l'autoritat com a reina i es va haver d'allotjar a una residència particular, el que ben segur constituïa una humiliació. Poc després un contingent especial de 50 soldats mariotes es van desplaçar a Zalluhan i la van rescatar (no obstant ja estava sota la guàrdia d'una desena de soldats mariotes i ella afirma que se l'havia intentat lapidar sense èxit), portant-la a Nahur, una fortalesa que estava en mans de forces de Mari situada al mig del triangle del Khabur.

### la reina vídua Inib-šarri
̩̩̩Inib-šarri va viure un temps a Nahur. Des d'allí va escriure algunes cartes a Mari demanant ajut per recuperar al especialista en vi que havia comprat pel seu servei i que estava retingut a Zalluhan, al qual considerava de gran valor; El nou règim no acceptava l'entrega i fins i tot es va negociar una compensació econòmica però finalment va poder sortir mercès a les dots persuasives de Šunuhra-halu . Sent vídua s'esperava un retorn a Mari però el rei Zimrilim va aprofitar la situació per casar-la amb el rei Ibâl-Addu d'Ašlakkā; el propi Ibâl-Addu esmenta les negociacions i la dot nupcial (terhatum) que no era habitual en casos de vídues i que el futur espòs va enviar al pare de la núvia. En la carta on s'esmenta això es fan referències també a l'afer del servent especialista en vins; la terhatum permetia a l'espòs obtenir «el control jurídic sobre la seva dona» i representava també una promesa de maternitat que donava al matrimoni tot el seu sentit social. El matrimoni fou decidit i organitzat precipitadament durant el setè any de Zimrilim (vers 1767 aC) però no va deixar rastre a la documentació administrativa dels arxius de Mari; no obstant se sap que Inib-šarri va poder recuperar íntegrament el seu dot al sortir de Zalluhan, tal com explica en una carta el governador de Nahur que detalla que tots els bens de la reina Inib-šarri van poder ser informats i per això el dot necessari per un segon matrimoni no es va haver de refer; les dades dels matrimonis de les princeses es poden refer sobretot pels inventaris de les seves dots.
Probablement unes segones noces no eren desitjades per Inib-šarri, però es va sotmetre a la voluntat del pare. Segurament l'acord entre Ašlakkā i Mari preveia que tindria el rang de reina i esposa principal, és a dir el mateix estatus que a Zalluhan; sens dubte la reina va fer peticions al seu pare a través de Šunuhra-halu, probablement referides a la vila de Nahur on s'havia refugiat. El matrimoni amb Ibâl-Addu va durar uns cinc anys (de vers 1767 a 1763 aC) i com el seu matrimoni anterior, no va deixar descendència. Inicialment la situació d'Inib-šarri va ser normal i, per tant, no fou necessari escriure a Mari (generalment les cartes estaven reservades per explicar situacions de conflicte, desitjos i anuncis importants; rarament apareixen cartes de salutacions de cortesia); introduïda al palau d'Ašlakkā, fou acompanyada-vigilada per la germana del rei i va haver d'aprendre a cohabitar amb la reina mare, les altres esposes reials i les sacerdotesses parentes properes del rei. Hi ha una carta del rei Ibâl-Addu datada entre 1767/1766 aC i 1763 aC, en la qual es dirigeix a la dama Pāratum, ‘sa germana’, i li demana uns vestits; a Inib-šarri la saluda respectuosament; en aquest moment estava acompanyat de un tal Lahwina-El i alguns beduïns, i sabem que aquest Lahwina-El estava al servei del governador de Nahur, per lo que suposadament Ibâl-Addu estava aleshores a l'Ida-Maraṣ. La carta s'ha reinterpretat darrerament suposant doncs que el rei es dirigeix a la seva germana (acompanyat-vigilant d'Inib-šarri; tot seguit saluda a « […] del rei» que podria ser el servidor del rei Zimrilim o alternativament podria ser la filla del rei Zimrilim (o sigui Inib-šarri) però seguidament saluda educadament a aquesta reina; el to de la carta mostra que Pāratum és convidada a vigilar el comportament d'Inib-šarri; Ibâl-Addu vetlla perquè la reina sigui respectuosa de tres classes de persones: la reina mare (‘um-mi-ia’), les esposes secundaries (‘dam-[ti-ia]’) i les sacerdotesses (‘ug-ba-ba-tim’); això forma l'harem d'Ašlakkā, segons després resulta dels inventaris de la deportació. Aquest document dataria de poc temps després del matrimoni d'Ibâl-Addu i Inib-šarri i donat que aquesta no coneixia les costums de l'harem la germana li feia d'acompanyant (probablement perquè la reina mare era massa vella per aquesta ocupació, tot i tenir un lloc preferent dins l'harem). Si una possible actitud altiva de Inib-šarri havia molestat a la reialesa local no pot ser confirmat més que llegint entre línies i pensant que Ibâl-Addu es va veure obligat a escriure la carta quan no estava gaire lluny, segurament fent un tomb per les viles del seu territori.
Ser reina li donava el privilegi d'acompanyar al seu espòs en els dinars, rebre els tributs, contribucions i regals en els homenatges de tots els subjectes de l'estat i, per tant, era el centre de la via social i dels honors. La documentació mostra que va oferir 10 gerres de mel al seu pare el 1767 o 1766 aC, igual com ho havia fet quan era reina de Zalluhan . La degradació de relacions del matrimoni es va produir poc després, començant a ser perceptible en una carta quan denuncia un acte d'Ibâl-Addu que qualifica d'inic tot i que no l'afectava directament a ella; en la carta diu que tenia les informacions directament del governador de Nahur, Hammī-šāgiš, que d'altra banda informava de tot al seu marit. El desacord era una querella entre el xeic d'Izallu, Yaphur-Lîm i el rei d'Ašlakkā que aquest va resoldre saquejant la casa de Yaphur-Lîm i la vila on residia; després va vendre les seves filles al mercat de Hurrā . Yaphur-Lîm es va refugiar a Nahur i Ibâl-Addu, que no el volia allí, va assetjat la població-fortalesa, cosa que Inib-šarri li va tirar en cara. Yaphur-Lîm estava protegit per Mari, i el rei d'Ašlakkā s'arriscava amb la seva actuació. El governador de Nahur va fer advertiments a Ibâl-Addu i, de manera que no podia esperar-se, Inib-šarri es va unir a les crítiques del governador; generalment les princeses casades a l'estranger prenien partit sempre pel seu marit però Inib-šarri va fer el contrari amb el seu i li va portar obertament la contra. El moment d'aquests fets correspon al final de la invasió dels elamites a l'Ida-Maraṣ que es dataria vers 1764 aC. Aquest desacords polítics no sabem si tenien la seva part en la vida personal però en tot cas havien de tenir una incidència important en la vida de l'harem. La relació s'havia trencat l'any 1764 aC i Inib-šarri veia degradar la seva situació a Ašlakkā cada dia més. Finalment el matrimoni va viatjar a Mari per buscar un arranjament amb la mediació del rei Zimrī-Lîm. Aquest no obstant va exigir que la seva filla recuperés la posició de reina principal a Ašlakkā. Inib-šarri va fer saber al seu pare que el seu espòs no li era fidel; el rei de Mari es va mostrar diplomàtic amb la filla i li va concedir tornar a Ašlakkā i allà, si no estava d'acord, podria tornar a Mari com desitjava. Però una vegada de retorn a l'Ida-Maraṣ, Ibâl-Addu va desterrar a la reina a Nahur (sense passar per Ašlakkā com el rei havia ordenat i sense divorciar-se). Segurament doncs al·legava que podia enviar a la seva reina a Nahur perquè aquesta era una vila sobre la qual el regne reclamava drets
Aquest acte va marcar una degradació de la posició d'Inib-šarri, que passava a tenir una situació penosa i humiliant. Hauria passat allí el hivern del 1764-1763 aC Finalment el rei de Mari va aconseguir portar-la altre cop a la cort d'Ašlakkā, segons ella explica en una carta, tot i el seu desig de reunir-se amb el seu pare; a Ašlakkā es va trobar amb el lloc de reina (šarratum) ocupat per una altra dama que era qui rebia els honors que ella considerava seus i feia servir la seva vaixella regalada pel seu pare quan menjava amb el rei Ibâl-Addu, mentre ella havia de menjar en una cantonada de l'harem (tubqum = harem), sent marginada com una «ximple» (siništum lillatum); això la va fer entrar en una depressió que semblava morta. A més, com que Ibâl-Addu se'n malfiava (amb raó), la va fer vigilar estretament (si bé consta que podia escriure lliurement, i ho va fer reiterant la petició de tornar a Mari) La reina Inib-šarri finalment va poder marxar d'Ašlakkā per si mateixa, probablement al·legant que anava a les festes de la deessa Eštar de Mari; aleshores fou Ibâl-Addu que va exigir el seu retorn i va reprotxar al seu sogre de retenir-la; va prometre que si tornava instal·laria a la reina rival a Hummatum, una de les seves viles frontereres i restauraria a Inib-šarri en tots els drets; però ja era tard i les relacions entre els dos reis estaven molt degradades. Zimrilin va preferir tenir la seva filla en lloc segur, al seu propi regne. Finalment la crisis va esclatar i Zimrilin va marxar contra Ašlakkā que va assetjar; Ibâl-Addu va poder fugir a les muntanyes i va mantenir la guerra fins a l'any següent. La població de la ciutat fou en part deportada, principalment les elits, tal com consta als inventaris. La sort final d'Inib-šarri no és coneguda, però deuria estar a Mari segura fins a la seva mort.